# Stora Herrestads kyrka

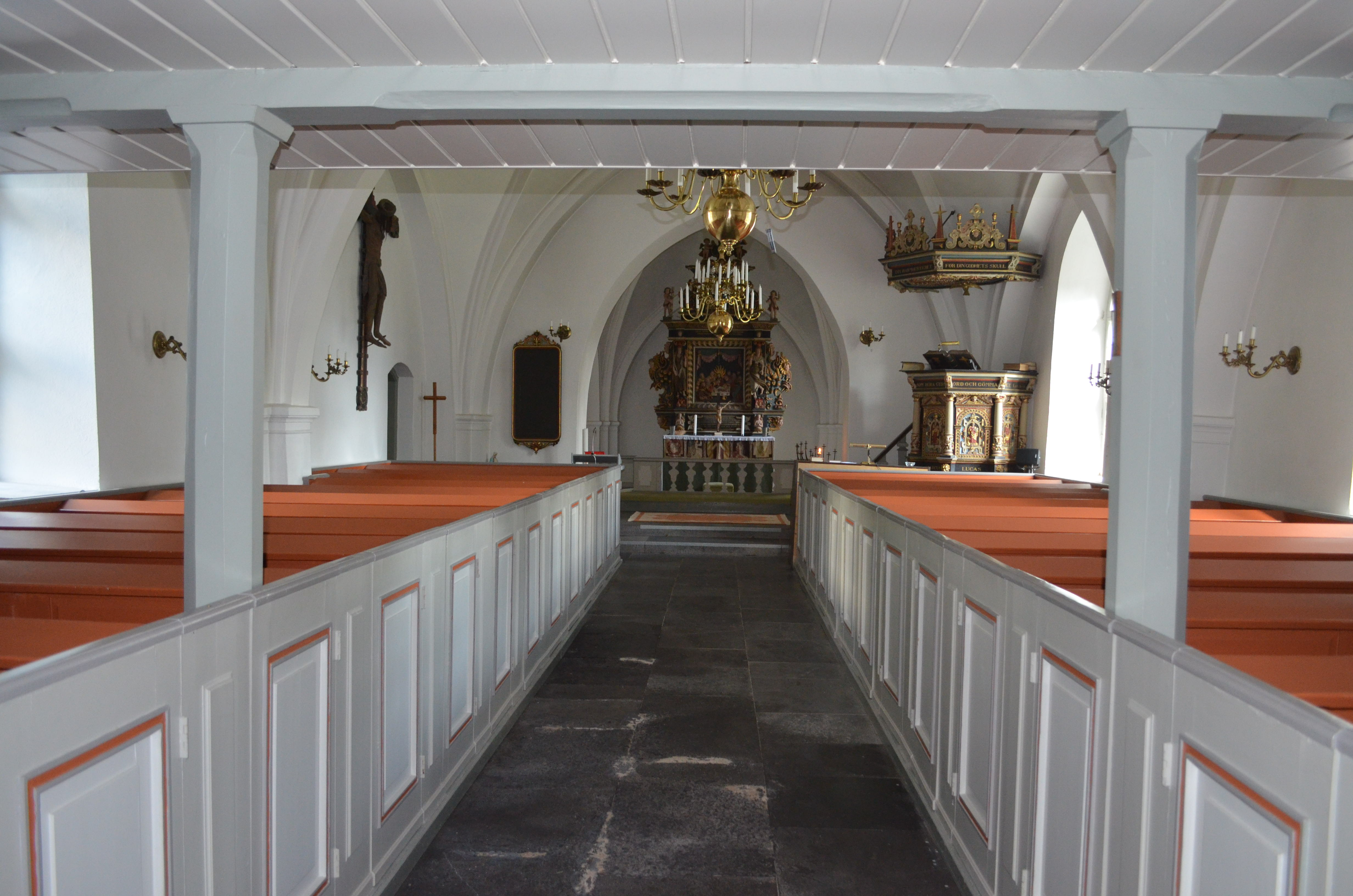
Stora Herrestads kyrkas kykosal

Stora Herrestads kyrka är en kyrkobyggnad i Stora Herrestad. Den tillhör Stora Köpinge församling, tidigare Stora Herrestads församling, i Lunds stift.

## Kyrkobyggnaden
Kyrkan byggdes under första hälften av 1100-talet i romansk stil med långhus och smalare kor. Det breda tornet byggdes något senare. Man har hittat spår av kalkmålningar som man tillskriver Snårestadsmästaren.

## Inventarier
Dopfunten är huggen i sandsten under början av 1200-talet. Den har en palmettbård på cuppan. Tillhörande dopfat är från början av 1660-talet och är troligen tillverkat i Tyskland. Altaruppsats och predikstol är från början av 1600-talet.

### Orgel
- 1854 byggde Johan Lambert Larsson, Ystad en orgel med 10 stämmor.
- Den nuvarande orgeln byggdes 1911 av Johannes Magnusson, Göteborg och är en pneumatisk orgel. Orgeln har fria och fasta kombinationer. Det finns även en gemensam svällare för båda manualerna.

| Manual I            | Manual II            | Pedal          | Koppel   |
| Borduna 16´         | Rörflöjt 8´          | Subbas 16´     | I/P      |
| Principal 8´        | Salicional 8´        | Violoncelle 8´ | II/P     |
| Flöjt harmonique 8' | Voix Celeste 8'      |                | II/I     |
| Gamba 8'            | Flöjt oktaviante 4'  |                | I 4'/I   |
| Oktava 4'           | Kvartian 1 1/3' + 1' |                | II 4'/II |
| Trumpet 8'          |                      |                |          |